# Шаверка
Шаверка — река в России, протекает по Муезерскому району Карелии. Устье реки находится в 25 км от устья Хаапайоки по левому берегу. Длина реки составляет 17 км, площадь водосборного бассейна — 290 км².

## Данные водного реестра
По данным государственного водного реестра России, относится к Балтийскому бассейновому округу, водохозяйственный участок реки — реки Карелии бассейна Балтийского моря на границе РФ с Финляндией, включая оз. Лексозеро. Относится к речному бассейну рек Карелии бассейна Балтийского моря.
Код объекта в государственном водном реестре — 01050000112102000010396.